# توم بيرك (سياسي)
توم بيرك (بالإنجليزية: Tom Burke)‏ هو سياسي أسترالي، ولد في 28 أغسطس 1910 في أستراليا، وتوفي في 17 يناير 1973 في برث في أستراليا. حزبياً، نشط في حزب العمال الأسترالي. وقد انتخب عضو مجلس النواب الأسترالي عن دائرة Division of Perth ‏ (21 أغسطس 1943 – 10 ديسمبر 1955).